# 알렌테주 지방

알렌테주 지방의 위치

알렌테주 지방(포르투갈어: Alentejo, IPA: ɐlẽˈtɛʒu)은 포르투갈의 중남부에 위치한 지방이다. 이름의 어원인 "Além-Tejo"는 "타구스강 넘어" 혹은 "타구스강 건너"의 의미를 지니고 있다. 이 지방은 포르투갈의 다른 지방과 타구스강을 경계로, 남쪽의 알가르브 지방과의 경계까지 뻗어있다. 알렌테주는 사르데냐나 코르시카 등지에서도 발견되는 다성음악 형식의 민속합창단으로 알려져있다.
주요 도시로는 베자, 세르파, 시네스, 에보라, 엘바스, 포르탈레그르가 있다. 전통적으로 이어져온 지방이며, 오늘날엔 포르투갈의 7개 통계지역단위명명법 2단계 지역으로 분류된다. 과거 리스보아이발르두테주 지방으로 구분되던 레지리아두테주(Lezíria do Tejo)는 오늘날엔 지역통계분류단위 3단계에 해당하는 준지방으로 알렌테주에 속한다.

## 하위 단위

### 준지방
- 알투알렌테주 (Alto Alentejo)
- 바이슈알렌테주 (Baixo Alentejo)
- 알렌테주리토랄 (Alentejo Litoral)
- 알렌테주센트랄 (Alentejo Central)
- 레지리아두테주 (Lezíria do Tejo)

### 현
- 베자 현
- 에보라 현
- 포르탈레그르 현
- 리스보아 현*
- 세투발 현*
- 산타렝 현*

- * 표시는 여러 지방에 걸쳐있는 현